# Långtjärnen (Häggenås socken, Jämtland, 703435-147440)
Långtjärnen är en sjö i Östersunds kommun i Jämtland och ingår i Indalsälvens huvudavrinningsområde.